# European League femminile 2016
L'European League femminile 2016 si è svolta dal 3 giugno al 3 luglio 2016: al torneo hanno partecipato dodici squadre nazionali europee e la vittoria finale è andata per la prima volta all'Azerbaigian.

## Regolamento

### Formula
Le squadre hanno disputato una prima fase a gironi con formula del girone all'italiana, con gare di andata e ritorno; al termine della prima fase, la prima classificata di ogni girone e la migliore seconda classificata hanno acceduto alla fase finale, strutturata in semifinali e finale, entrambe disputate con gare di andata e ritorno (nella fase finale, coi punteggi di 3-0 e 3-1 sono stati assegnati 3 punti alla squadra vincente e 0 a quella perdente, col punteggio di 3-2 sono stati assegnati 2 punti alla squadra vincente e 1 a quella perdente; in caso di parità di punti dopo le due partite è stato disputato un golden set).

### Criteri di classifica
Se il risultato finale è stato di 3-0 o 3-1 sono stati assegnati 3 punti alla squadra vincente e 0 a quella sconfitta, se il risultato finale è stato di 3-2 sono stati assegnati 2 punti alla squadra vincente e 1 a quella sconfitta.
L'ordine del posizionamento in classifica è stato definito in base a:
- Numero di partite vinte;
- Punti;
- Ratio dei set vinti/persi;
- Ratio dei punti realizzati/subiti;
- Risultati degli scontri diretti.

## Squadre partecipanti
| Squadra     | Qualificazione | Ultima partecipazione |
| ----------- | -------------- | --------------------- |
| Albania     | Wild card      | Debutto               |
| Azerbaigian | Wild card      | European League 2014  |
| Bielorussia | Wild card      | European League 2011  |
| Francia     | Wild card      | European League 2012  |
| Grecia      | Wild card      | European League 2015  |
| Montenegro  | Wild card      | Debutto               |
| Polonia     | Wild card      | European League 2015  |
| Romania     | Wild card      | European League 2013  |
| Slovacchia  | Wild card      | Debutto               |
| Slovenia    | Wild card      | European League 2014  |
| Spagna      | Wild card      | European League 2014  |
| Ungheria    | Wild card      | European League 2015  |

## Torneo

### Fase a gironi
| Girone A    | Girone B    | Girone C |
| ----------- | ----------- | -------- |
| Albania     | Azerbaigian | Grecia   |
| Bielorussia | Francia     | Romania  |
| Polonia     | Montenegro  | Slovenia |
| Slovacchia  | Spagna      | Ungheria |

#### Girone A

##### Risultati
| 3 giugno 2016 Hala Sportowo-Widowiskowa, Twardogóra Durata: 2h:01 - Spettatori: 350   | Polonia     | 3 - 1 | Albania     | 21-25, 25-16, 27-25, 27-25        |
| 3 giugno 2016 Hala Sportowo-Widowiskowa, Twardogóra Durata: 1h:54 - Spettatori: 80    | Bielorussia | 1 - 3 | Slovacchia  | 19-25, 26-24, 22-25, 24-26        |
| 4 giugno 2016 Hala Sportowo-Widowiskowa, Twardogóra Durata: 1h:40 - Spettatori: 70    | Albania     | 1 - 3 | Slovacchia  | 22-25, 25-19, 17-25, 19-25        |
| 4 giugno 2016 Hala Sportowo-Widowiskowa, Twardogóra Durata: 2h:24 - Spettatori: 410   | Polonia     | 3 - 2 | Bielorussia | 22-25, 18-25, 27-25, 26-24, 17-15 |
| 5 giugno 2016 Hala Sportowo-Widowiskowa, Twardogóra Durata: 1h:58 - Spettatori: 90    | Albania     | 2 - 3 | Bielorussia | 25-17, 25-22, 11-25, 23-25, 10-15 |
| 5 giugno 2016 Hala Sportowo-Widowiskowa, Twardogóra Durata: 2h:02 - Spettatori: 550   | Slovacchia  | 3 - 2 | Polonia     | 25-22, 25-18, 24-26, 19-25, 15-8  |
| 17 giugno 2016 Pallati Sportit Ramazan Njala, Durazzo Durata: 2h:18 - Spettatori: 200 | Slovacchia  | 3 - 2 | Bielorussia | 25-23, 25-21, 19-25, 15-25, 15-8  |
| 17 giugno 2016 Pallati Sportit Ramazan Njala, Durazzo Durata: 2h:10 - Spettatori: 450 | Albania     | 3 - 2 | Polonia     | 23-25, 25-21, 31-29, 18-25, 15-13 |
| 18 giugno 2016 Pallati Sportit Ramazan Njala, Durazzo Durata: 2h:01 - Spettatori: 150 | Bielorussia | 3 - 1 | Polonia     | 25-23, 25-22, 22-25, 25-18        |
| 18 giugno 2016 Pallati Sportit Ramazan Njala, Durazzo Durata: 1h:50 - Spettatori: 300 | Slovacchia  | 3 - 1 | Albania     | 22-25, 25-23, 25-18, 25-22        |
| 19 giugno 2016 Pallati Sportit Ramazan Njala, Durazzo Durata: 2h:06 - Spettatori: 400 | Polonia     | 3 - 1 | Slovacchia  | 25-21, 26-24, 13-25, 25-22        |
| 19 giugno 2016 Pallati Sportit Ramazan Njala, Durazzo Durata: 1h:54 - Spettatori: 150 | Bielorussia | 2 - 3 | Albania     | 25-22, 22-25, 25-17, 25-27, 9-15  |

##### Classifica
| Pos | Squadra     | Pt | G | V | P | SV | SP | Ratio | PF  | PS  | Ratio |
| --- | ----------- | -- | - | - | - | -- | -- | ----- | --- | --- | ----- |
| 1   | Slovacchia  | 13 | 6 | 5 | 1 | 16 | 10 | 1.600 | 590 | 552 | 1.069 |
| 2   | Polonia     | 10 | 6 | 3 | 3 | 14 | 13 | 1.077 | 599 | 614 | 0.976 |
| 3   | Bielorussia | 8  | 6 | 2 | 4 | 13 | 15 | 0.867 | 614 | 597 | 1.029 |
| 4   | Albania     | 5  | 6 | 2 | 4 | 11 | 16 | 0.688 | 574 | 614 | 0.935 |

#### Girone B

##### Risultati
| 3 giugno 2016 Sportska dvorana Topolica, Antivari Durata: 1h:21 - Spettatori: 150 | Azerbaigian | 3 - 0 | Francia     | 25-9, 25-23, 26-24                |
| 3 giugno 2016 Sportska dvorana Topolica, Antivari Durata: 1h:16 - Spettatori: 900 | Montenegro  | 3 - 0 | Spagna      | 25-21, 25-20, 25-13               |
| 4 giugno 2016 Sportska dvorana Topolica, Antivari Durata: 2h:07 - Spettatori: 80  | Francia     | 2 - 3 | Spagna      | 24-26, 22-25, 25-14, 25-16, 12-15 |
| 4 giugno 2016 Sportska dvorana Topolica, Antivari Durata: 1h:22 - Spettatori: 900 | Azerbaigian | 3 - 0 | Montenegro  | 25-21, 25-23, 25-22               |
| 5 giugno 2016 Sportska dvorana Topolica, Antivari Durata: 1h:46 - Spettatori: 60  | Spagna      | 1 - 3 | Azerbaigian | 16-25, 25-23, 17-25, 16-25        |
| 5 giugno 2016 Sportska dvorana Topolica, Antivari Durata: 2h:04 - Spettatori: 950 | Francia     | 2 - 3 | Montenegro  | 19-25, 25-20, 25-21, 17-25, 9-15  |
| 10 giugno 2016 Salle Colette-Besson, Rennes Durata: 1h:15 - Spettatori: 200       | Montenegro  | 0 - 3 | Azerbaigian | 12-25, 21-25, 19-25               |
| 10 giugno 2016 Salle Colette-Besson, Rennes Durata: 2h:07 - Spettatori: 400       | Francia     | 3 - 2 | Spagna      | 25-23, 18-25, 22-25, 25-17, 15-11 |
| 11 giugno 2016 Salle Colette-Besson, Rennes Durata: 1h:37 - Spettatori: 200       | Azerbaigian | 3 - 1 | Spagna      | 25-14, 25-19, 14-25, 25-17        |
| 11 giugno 2016 Salle Colette-Besson, Rennes Durata: 1h:58 - Spettatori: 665       | Montenegro  | 2 - 3 | Francia     | 25-20, 13-25, 28-26, 21-25, 6-15  |
| 12 giugno 2016 Salle Colette-Besson, Rennes Durata: 1h:19 - Spettatori: 180       | Spagna      | 3 - 0 | Montenegro  | 25-19, 25-21, 27-25               |
| 12 giugno 2016 Salle Colette-Besson, Rennes Durata: 1h:19 - Spettatori: 610       | Azerbaigian | 3 - 0 | Francia     | 25-13, 25-23, 25-15               |

##### Classifica
| Pos | Squadra     | Pt | G | V | P | SV | SP | Ratio | PF  | PS  | Ratio |
| --- | ----------- | -- | - | - | - | -- | -- | ----- | --- | --- | ----- |
| 1   | Azerbaigian | 18 | 6 | 6 | 0 | 18 | 2  | 9.000 | 488 | 374 | 1.304 |
| 2   | Spagna      | 6  | 6 | 2 | 4 | 10 | 14 | 0.714 | 477 | 540 | 0.883 |
| 3   | Francia     | 6  | 6 | 2 | 4 | 10 | 16 | 0.625 | 526 | 547 | 0.961 |
| 4   | Montenegro  | 6  | 6 | 2 | 4 | 8  | 14 | 0.571 | 457 | 487 | 0.938 |

#### Girone C

##### Risultati
| 3 giugno 2016 Bujtosi Szabadidő Csarnok, Nyíregyháza Durata: 1h:23 - Spettatori: 350   | Grecia   | 3 - 0 | Romania  | 25-21, 25-15, 25-19        |
| 3 giugno 2016 Bujtosi Szabadidő Csarnok, Nyíregyháza Durata: 1h:31 - Spettatori: 2 000 | Ungheria | 0 - 3 | Slovenia | 21-25, 17-25, 24-26        |
| 4 giugno 2016 Bujtosi Szabadidő Csarnok, Nyíregyháza Durata: 1h:22 - Spettatori: 400   | Romania  | 0 - 3 | Slovenia | 21-25, 14-25, 21-25        |
| 4 giugno 2016 Bujtosi Szabadidő Csarnok, Nyíregyháza Durata: 1h:47 - Spettatori: 2 100 | Grecia   | 3 - 1 | Ungheria | 27-25, 25-15, 12-25, 25-15 |
| 5 giugno 2016 Bujtosi Szabadidő Csarnok, Nyíregyháza Durata: 1h:18 - Spettatori: 300   | Slovenia | 3 - 0 | Grecia   | 25-21, 25-18, 25-18        |
| 5 giugno 2016 Bujtosi Szabadidő Csarnok, Nyíregyháza Durata: 1h:36 - Spettatori: 1 900 | Romania  | 3 - 0 | Ungheria | 27-25, 25-22, 25-16        |
| 9 giugno 2016 Indoor Sports Hall, Megalopoli Durata: 1h:48 - Spettatori: 150           | Slovenia | 3 - 1 | Ungheria | 25-18, 25-19, 23-25, 25-23 |
| 9 giugno 2016 Indoor Sports Hall, Megalopoli Durata: 1h:22 - Spettatori: 800           | Grecia   | 3 - 0 | Romania  | 25-17, 25-20, 25-20        |
| 10 giugno 2016 Indoor Sports Hall, Megalopoli Durata: 1h:08 - Spettatori: 140          | Ungheria | 0 - 3 | Romania  | 17-25, 16-25, 15-25        |
| 10 giugno 2016 Indoor Sports Hall, Megalopoli Durata: 1h:18 - Spettatori: 820          | Slovenia | 3 - 0 | Grecia   | 25-21, 25-13, 25-23        |
| 11 giugno 2016 Indoor Sports Hall, Megalopoli Durata: 1h:15 - Spettatori: 110          | Romania  | 0 - 3 | Slovenia | 17-25, 18-25, 13-25        |
| 11 giugno 2016 Indoor Sports Hall, Megalopoli Durata: 1h:15 - Spettatori: 800          | Ungheria | 0 - 3 | Grecia   | 14-25, 17-25, 21-25        |

##### Classifica
| Pos | Squadra  | Pt | G | V | P | SV | SP | Ratio  | PF  | PS  | Ratio |
| --- | -------- | -- | - | - | - | -- | -- | ------ | --- | --- | ----- |
| 1   | Slovenia | 18 | 6 | 6 | 0 | 18 | 1  | 18.000 | 474 | 365 | 1.298 |
| 2   | Grecia   | 12 | 6 | 4 | 2 | 12 | 7  | 1.714  | 428 | 394 | 1.086 |
| 3   | Romania  | 6  | 6 | 2 | 4 | 6  | 12 | 0.500  | 368 | 411 | 0.895 |
| 4   | Ungheria | 0  | 6 | 0 | 6 | 2  | 18 | 0.111  | 390 | 490 | 0.795 |

### Fase finale
|  | Semifinali | Semifinali  | Semifinali | Semifinali | Semifinali |  |  | Finale      | Finale      | Finale | Finale | Finale |  |
|  |            |             |            |            |            |  |  |             |             |        |        |        |  |
|  | A1         | Slovacchia  | 3          | 3          | 6          |  |  |             |             |        |        |        |  |
|  | C1         | Slovenia    | 2          | 1          | 3          |  |  | Slovacchia  | Slovacchia  | 1      | 0      | 1      |  |
|  | B1         | Azerbaigian | 3          | 3          | 6          |  |  | Azerbaigian | Azerbaigian | 3      | 3      | 6      |  |
|  | C2         | Grecia      | 1          | 1          | 2          |  |  |             |             |        |        |        |  |

#### Semifinali

##### Andata
| 22 giugno 2016 Arena Stožice, Lubiana Durata: 2h:05 - Spettatori: 600  | Slovenia | 2 - 3 | Slovacchia  | 16-25, 25-18, 26-24, 17-25, 12-15 |
| 25 giugno 2016 A.Y.S. Sport Hall, Baku Durata: 1h:47 - Spettatori: 300 | Grecia   | 1 - 3 | Azerbaigian | 23-25, 21-25, 25-23, 19-25        |

##### Ritorno
| 26 giugno 2016 Aegon Arena, Bratislava Durata: 1h:44 - Spettatori: 400 | Slovacchia  | 3 - 1 | Slovenia | 25-18, 22-25, 25-13, 25-15 |
| 26 giugno 2016 A.Y.S. Sport Hall, Baku Durata: 1h:32 - Spettatori: 300 | Azerbaigian | 3 - 1 | Grecia   | 25-22, 9-25, 25-15, 25-16  |

#### Finale

##### Andata
| 30 giugno 2016 Mestská športová hala, Nitra Durata: 1h:51 - Spettatori: 500 | Slovacchia | 1 - 3 | Azerbaigian | 19-25, 25-18, 22-25, 20-25 |

##### Ritorno
| 3 luglio 2016 Sports Games Palace, Baku Durata: 1h:16 - Spettatori: 1 200 | Azerbaigian | 3 - 0 | Slovacchia | 25-15, 25-22, 25-20 |

## Podio

### Campione
Formazione: 1 C. Əliyeva, 2 Kovalenko, 3 Artem'eva, 5 O. Əliyeva, 6 Pavlenko, 7 Charčenko, 10 Matiašovská, 11 Zhidkova, 12 Korotenko, 14 Besman, 15 Kərimova, 16 Kiselyova, 17 Rəhimova, 18 Habibova, CT: Garayev

### Secondo posto
Formazione: 1 Kuciaková, 2 Palgutová, 3 Valachová, 5 Salanciová, 6 Drobňáková, 7 Crkoňová, 9 Pencová, 11 Abrhámová, 12 Radosová, 14 Doležajová, 16 Kubová, 19 Ovečková, 20 Koseková, 21 Šmitalová, CT: Rojko

## Classifica finale
| Pos | Squadra     |
| --- | ----------- |
|     | Azerbaigian |
|     | Slovacchia  |
| 3   | Grecia      |
| 3   | Slovenia    |
| 5   | Polonia     |
| 6   | Spagna      |
| 7   | Bielorussia |
| 8   | Francia     |
| 9   | Romania     |
| 10  | Montenegro  |
| 11  | Albania     |
| 12  | Ungheria    |